# Radio Ennepe-Ruhr
Radio Ennepe-Ruhr to prywatna stacja radiowa w Niemczech o zasięgu lokalnym, mająca siedzibę w Hagen i nadająca swój program na powiat Ennepe-Ruhr na czterech częstotliwościach.
Radio nadaje program o charakterze muzyczno-informacyjnym w formacie CHR, skierowany głównie do słuchaczy wieku 29-49 lat. Na antenie dominuje muzyka w gatunkach: pop.
Dawna nazwa rozgłośni to Radio EN.

## Częstotliwości: (UKF)
| Miejscowość | Częstotliwość (MHz) | Miejscowość      | Częstotliwość (MHz) |
| ----------- | ------------------- | ---------------- | ------------------- |
| Hattingen   | 91,5 MHz            | Witten - Stockum | 104,2 MHz           |
| Gevelsberg  | 105,7 MHz           | Herdecke         | 107,2 MHz           |